# استان خوزه میگوئل د ولاسکو
استان خوزه میگوئل د ولاسکو (به اسپانیایی: Provincia Velasco) یکی از استان‌های بولیوی در بولیوی است که در شهرستان سانتا کروز (بولیوی) واقع شده‌است. استان خوزه میگوئل د ولاسکو ۶۵٬۴۲۵ کیلومتر مربع مساحت و ۵۶٬۷۰۲ نفر جمعیت دارد و ۴۰۵ متر بالاتر از سطح دریا واقع شده‌است.